# بطولة باوليستا 2014
بطولة باوليستا 2014 هو الموسم 113 من بطولة باوليستا. أقيم خلال الفترة 18 يناير 2014 وحتى مايو 2014، وأشرف على تنظيمه اتحاد باوليستا لكرة القدم ‏، وكان عدد الأندية المشاركة فيه 20، وفاز فيه نادي إيتوانو.